# Argentinischer Personalausweis

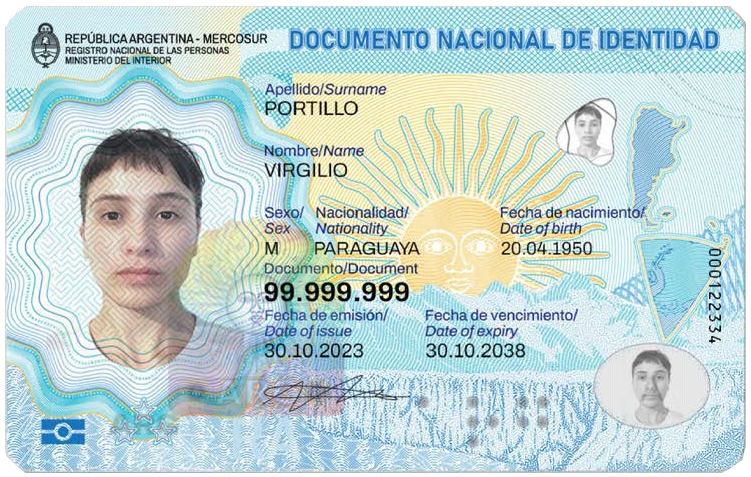
Muster eines argentinischen Personalausweises für einen paraguayischen Staatsbürger

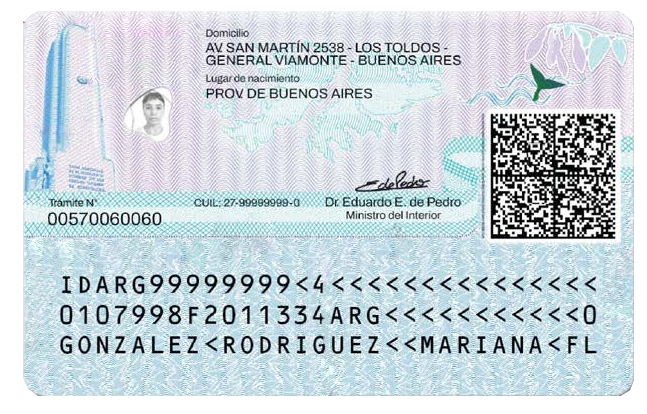
Rückseite des argentinischen Personalausweises

Documento Nacional de Identidad oder DNI ist das Haupt-Identitätsdokument für argentinische Bürger sowie für temporäre oder permanente Ausländer (DNI Extranjero). Es wird bei der Geburt einer Person ausgestellt und muss im Alter von 8 und 14 Jahren und danach alle 15 Jahre aktualisiert werden. Es hat die Form einer Karte (DNI tarjeta) und ist erforderlich für Wahlen, Zahlungen (Bis 2024), Militärdienstanmeldungen und Formalitäten. Die Ausweise werden vom Nationalen Personenregister (RENAPER) ausgestellt.
Die Vorderseite der Karte gibt in Englisch und Spanisch den Namen, das Geschlecht, die Nationalität, das Muster, das Geburtsdatum, das Ausstellungsdatum, das Ablaufdatum und die Transaktionsnummer sowie die DNI-Nummer, das Porträt und die Unterschrift des Karteninhabers an. Die Rückseite der Karte zeigt die Adresse des Karteninhabers (und früher auch den rechten Daumenabdruck). Beide Rückseiten der Karte zeigen einen QR-Code und eine maschinenlesbare Information. Die einzigartige DNI-Nummer ist durch die Vorderseite der Karte halb perforiert. Die biometrische Version enthält auch Braille-Unterstützung.
Der DNI ist ein gültiges internationales Reisedokument für die Einreise in die Mitgliedsländer des Mercosur (Brasilien, Paraguay, Uruguay und Venezuela) und in die mit dem Block assoziierten Länder (Bolivien, Chile, Kolumbien, Ecuador und Peru).

## Verpflichtung zur Identifikation
Die Verpflichtung zur Identifikation in Argentinien betrifft die Notwendigkeit, ein Nationales Identitätsdokument (DNI) als Mittel zur Überprüfung der eigenen Identität und zur Ausübung verschiedener grundlegender Rechte zu besitzen. Diese Verpflichtung beruht sowohl auf einem gesetzlichen Anspruch als auch auf einer bürgerlichen Pflicht.
Die Ausstellung von DNIs fällt in den Zuständigkeitsbereich des Nationalen Personenregisters (RENAPER), das die Verwaltung und Verteilung dieser wichtigen Identifikationsdokumente überwacht.
Alle argentinischen Staatsbürger, ob im Inland oder im Ausland lebend, sowie ausländische Personen, die in Argentinien wohnen, sind verpflichtet, einen gültigen DNI zu besitzen.
Der Prozess zur Erlangung eines DNI beginnt in der Regel bei der Geburt, wobei die Eltern oder gesetzlichen Vertreter für die Einleitung der Registrierung verantwortlich sind, ein Verfahren, das kostenlos angeboten wird. Die bei der Geburt zugewiesene DNI-Nummer bleibt ein Leben lang konstant. Darüber hinaus müssen DNIs zweimal aktualisiert werden: im Alter von 5 bis 8 Jahren und bei Erreichen des 14. Lebensjahres. Eine Erneuerung kann auch aus verschiedenen Gründen notwendig sein, wie z. B. bei Änderungen der persönlichen Daten oder im Falle von Beschädigung, Verlust oder Diebstahl.
Wichtige gesetzliche Bestimmungen, wie das nationale Gesetz 26.743 zur Geschlechtsidentität, ermöglichen es Einzelpersonen, Änderungen an ihrem DNI zu beantragen, um ihre selbst wahrgenommene Geschlechtsidentität widerzuspiegeln.
Die Registrierung von Neugeborenen muss innerhalb von 40 Tagen nach der Geburt erfolgen und wird in Zivilstandsämtern, delegierten Zentren oder bestimmten öffentlichen Krankenhäusern erleichtert.
Erforderliche Dokumente für die Geburtsregistrierung umfassen die DNIs der Eltern, die vom Gesundheitswesen ausgestellte Geburtsurkunde, Impfausweise, falls angefordert, sowie relevante Anerkennungs- oder Adoptionszertifikate, falls zutreffend.
In Fällen, in denen die Eltern oder gesetzlichen Vertreter ausländische Staatsbürger sind, ist die Vorlage eines gültigen argentinischen Ausländerausweises zusammen mit einem gültigen Reisepass oder Personalausweis aus ihrem Heimatland obligatorisch.
Falls Eltern nie einen DNI besessen haben, sind alternative Verfahren vorgesehen, die eine Zeugenaussage von zwei erwachsenen Zeugen zur Identitätsbestätigung erfordern. Sollte das Zivilstandsamt die Registrierung unter diesen Umständen verweigern, kann beim nächstgelegenen CAJ (Zentrum für Rechtshilfe) Rechtsmittel eingelegt werden.
Während des Registrierungsprozesses werden das Foto und die Fingerabdrücke des Neugeborenen erfasst. Die Eltern oder gesetzlichen Vertreter erhalten die Geburtsurkunde und die Bestätigung der DNI-Antragstellung, mit Ausnahmen in Fällen, in denen Heiratsurkunden vorliegen, die eine individuelle Registrierung ermöglichen.

## Reisegültigkeit
Die Gültigkeit der argentinischen Karte für Reisen erstreckt sich auf alle Mitgliedsstaaten des Mercosur, assoziierte sowie die anderen Staaten der Andengemeinschaft wie Peru, Kolumbien, Bolivien und Ecuador.

Darüber hinaus dient die argentinische Identitätskarte in Brasilien als anerkanntes Reisedokument für ein vorregistriertes Verfahren (pre-cadastro) für Personen über dem Mindestalter (maximal 90 Tage).

### Einschränkungen und Ausnahmen
Die meisten anderen Länder verlangen einen Reisepass und in einigen Fällen ein Visum. Guyana, Suriname, die Falklandinseln und die außereuropäischen Teile der Niederlande akzeptieren die argentinische Identitätskarte nicht für die Einreise.
Bei Flügen zu französischen Überseegebieten müssen Passagiere möglicherweise Transitpunkte in Ländern vermeiden, die die Identitätskarte nicht anerkennen.

## Geschichte
Vor der Einführung des DNI im Jahr 1968 hatten Frauen eine Libreta cívica ("bürgerliches Heft"); Männer eine Libreta de enrolamiento ("(militärisches) Einberufungsheft"). Viele Jahre lang wurde der DNI als kleines grünes Heft (libreta genannt) ausgestellt. Im Jahr 2009 wurde der DNI überarbeitet und digitalisiert; und Hefte (jetzt blau) wurden zusammen mit einer Identitätskarte gleichzeitig ausgestellt. Seit 2012 werden DNIs nur noch im Kartenformat ausgegeben. Die neue DNI-Karte ist erforderlich, um den neuen biometrischen argentinischen Pass zu erhalten. Ausländer können ihn über das "RadEx"-System erhalten, aber "extranjero" (Ausländer) wird auf der Rückseite aufgedruckt. Argentinier können ein libro de matrícula erhalten, das nur für Bürger in Konsulaten bestimmt ist.
Im Jahr 2020 wurde die DNI-Karte neu gestaltet, um die neue bikontinentale offizielle Karte von Argentinien zu zeigen.
Am 20. Juli 2021 unterzeichnete Präsident Alberto Ángel Fernández ein Dekret (Decreto 476/2021), das RENAPER verpflichtet, eine dritte Geschlechtsoption auf allen DNI-Karten und Pässen zuzulassen, gekennzeichnet als "X". Diese Maßnahme gilt auch für nicht-bürgerliche permanente Einwohner, die argentinische Identitätskarten besitzen. In Übereinstimmung mit dem Gesetz zur Geschlechtsidentität von 2012 machte dies Argentinien zum ersten Land in Südamerika, das nicht-binäre Geschlechter auf allen offiziellen Dokumenten legal anerkennt, frei und auf Antrag der Person.
Im April 2023 erfolgte in Argentinien eine wichtige Entwicklung im Zusammenhang mit dem DNI. Diese Entwicklung markierte einen bedeutenden Schritt in der fortlaufenden historischen Erzählung rund um die Falklandinseln (in Argentinien als Malvinas-Inseln bekannt) und die Anerkennung der Beiträge und Opfer seiner Veteranen, indem ein neues 'Siegel' mit der geografischen Karte und der Aufschrift "HEROE DE LAS ISLAS MALVINAS" eingeführt wurde. Diese Aktualisierung war nur für Kriegsveteranen obligatorisch.
Ab Dezember 2023 hat das argentinische Nationale Personenregister (Renaper), das dem Innenministerium unterstellt ist, das neue Biometrische Nationale Identitätsdokument (DNI) eingeführt. Dieses hochmoderne Identifikationsdokument zeichnet sich durch die Einhaltung der höchsten internationalen Standards in Bezug auf Sicherheit, Technologie und Qualität aus. Es enthält einen elektronischen Chip und einen QR-Code, die die elektronische Dokumentenvalidierung, Identitätsprüfung, digitale Funktionen und erweiterte Sicherheitsmaßnahmen ermöglichen.
Das neue Dokument wird mit Lasertechnologie auf Polycarbonat gedruckt und enthält fortschrittliche physische Sicherheitsmerkmale, um die visuelle Überprüfung zu verbessern und Fälschungen zu verhindern. Polycarbonat, bekannt für seine Haltbarkeit, dient als Basismaterial und bietet erhöhte Widerstandsfähigkeit.

### Biometrische Daten und Sicherheit
Am 26. Januar 2011 führte Argentinien durch die Resolution 169/2011 neue Fotobestimmungen für das Documento Nacional de Identidad (DNI) ein. Diese Vorschriften legten spezifische Standards für das Bild fest, das im DNI enthalten sein muss. Das Foto muss aktuell sein, von vorne aufgenommen und eine Halb-Büste mit vollständig unbedecktem Kopf zeigen. Das Foto sollte in Farbe sein, mit einem einfachen, einheitlich hellblauen Hintergrund und einer Größe von 4 cm mal 4 cm. Es ist wesentlich, dass das Bild die Gesichtszüge der Person genau wiedergibt, ohne jegliche Veränderungen oder Verzerrungen, um sicherzustellen, dass die Identität der Person originalgetreu wiedergegeben wird.
Ausnahmen von diesen Regeln sind aus religiösen oder gesundheitlichen Gründen zulässig. Zum Beispiel dürfen Personen ihr Haar bedecken, wenn dies von ihrer Religion verlangt wird, solange die wesentlichen Gesichtszüge sichtbar bleiben. Darüber hinaus können Personen, die ihr Gesicht aus religiösen Gründen bedecken, beantragen, ihr Foto in einer privaten Umgebung von einem Beamten des gleichen Geschlechts aufnehmen zu lassen.
Die Resolution erlaubte auch weiterhin die Annahme von Anträgen mit Fotos, die ein 3/4-Profil von rechts zeigen, bis zum 30. Juni 2011, nach dem alle Anträge den neuen Anforderungen für das frontale Foto entsprechen mussten.

## Physisches Erscheinungsbild

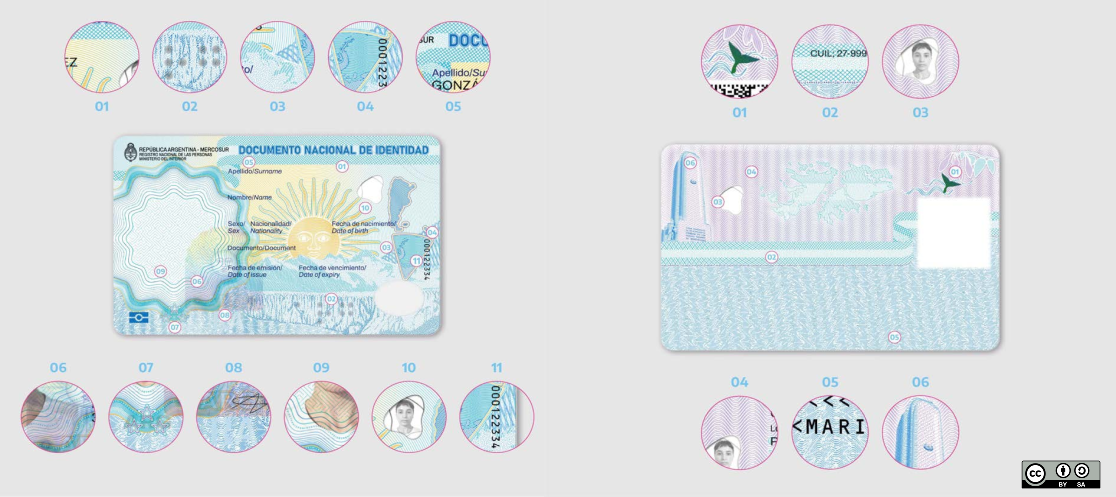
Merkmale der aktuellen ID-Karte (Muster)

Die aktuelle ID-Karte ist eine ID-1 (Kreditkartengröße) Polycarbonatkarte mit einem eingebetteten RFID-Chip. Sie ist mit mehrfarbigen Guillochés überzogen und erscheint aus der Ferne blau und hellblau. Alle Informationen darauf (außer Nationalität, DOCUMENTO NACIONAL DE IDENTIDAD und alles auf der Rückseite) sind in Spanisch und Englisch angegeben.

### Vorderseite
Die Vorderseite zeigt die Sonne der Mai, die Kokarde, eine bikontinentale Karte, drei Sterne und die Worte "DOCUMENTO NACIONAL DE IDENTIDAD República Argentina - Mercosur". Sie enthält die folgenden Informationen:
- Foto des ID-Karteninhabers (gemäß den nationalen Standards)
- Dokumentennummer (8 alphanumerische Ziffern)
- Nachname
- Vorname(n)
- Geburtsdatum (dd.mm.yyyy)
- Ablaufdatum (dd.mm.yyyy)
- Ausstellungsdatum (dd.mm.yyyy)
- Nationalität (ARGENTINA, oder eine andere für ausländische Bewohner)
- Geschlecht
- Unterschrift des Inhabers

### Rückseite
Die Rückseite zeigt das Nationale Flaggendenkmal, die argentinische Flagge, die Falklandinseln Karte, die Ceibo-Blume und den Südlicher Glattwal. Sie enthält die folgenden Informationen:
- Wohnadresse
- Geburtsort
- Verfahrensnummer
- CUIL-Nummer
- QR-Code
- Maschinenlesbare Zone

Für Nichtbürger werden zusätzlich folgende Informationen hinzugefügt:
- Geburtsland
- Einreisedatum (in die Nation) (dd.mm.yyyy)
- Einreisekategorie (TEMPORARIA oder PERMANENTE)
- Disposición
- Einreichungsdatum (dd.mm.yyyy)
- Ablaufdatum (nur für temporäre) (dd.mm.yyyy)

### Maschinenlesbare Zone
Die MRZ ist gemäß dem ICAO-Standard für maschinenlesbare ID-Karten strukturiert:

#### Erste Zeile
| Positionen | Text                    | Bedeutung                                 |
| ---------- | ----------------------- | ----------------------------------------- |
| 1–2        | ID                      | Identitäts-dokument                       |
| 3–5        | ARG                     | Ausstellungsland: Argentinien (Argentina) |
| 6–14       | alphanumerische Ziffern | Dokumentennummer                          |
| 15         | Dezimalziffer           | Prüfziffer über 6–14                      |

#### Zweite Zeile
| Positionen | Text           | Bedeutung                                                             |
| ---------- | -------------- | --------------------------------------------------------------------- |
| 1–6        | Dezimalziffern | Geburtsdatum (JJMMTT)                                                 |
| 7          | Dezimalziffer  | Prüfziffer über 1–6                                                   |
| 8          | Dezimalziffer  | Erster Buchstabe des Namens oder zweiter Vorname                      |
| 9–14       | Dezimalziffern | Ablaufdatum (JJMMTT)                                                  |
| 15         | Dezimalziffer  | Prüfziffer über 9–14                                                  |
| 16–18      | ARG            | Ländercode: Argentinien (Argentina)                                   |
| 30         | Dezimalziffer  | Prüfziffer über 6–30 (obere Zeile), 1–7, 9–15, 19–29 (mittlere Zeile) |

#### Dritte Zeile
| Positionen | Text                                                              | Bedeutung          |
| ---------- | ----------------------------------------------------------------- | ------------------ |
| 1–30       | alphabetische Ziffern<alphabetische Ziffern<alphabetische Ziffern | NACHNAME<<VORNAMEN |

Leere Stellen werden durch "<" dargestellt.

## Sicherheitsmerkmale
Die Identitätskarte enthält folgende Sicherheitsmerkmale:
- Vorderseite
- Regenbogendruck oder Irisdruck
- Druck von Tastflächen
- Offsetdruck bestehend aus Sicherheitsuntergründen
- Guilloche in zwei Farben
- Linienbreitenmodulation
- Integriertes transparentes Hologramm
- Mattoberflächendruck
- Numismatisches Druckdesign
- Sicherheitsuntergrund verschmolzen mit dem Porträtbereich
- Transparentes Fenster
- Vorgefertigte Seriennummer
- Wiederholte Fotos innerhalb eines transparenten Fensters (Geisterbild)
- Lasergravierte persönliche Daten
- Veränderbares Laserbild
- Wechselbares Porträtfoto mit Kopierbuchstaben
- Tastbare Lasergravur auf den Geburtsdatumdaten
- Transparente Flüssigkeitsbeschichtung des fotografischen Porträts mit typografischer Personalisierung des Nachnamens und Geburtsdatums
- Sicherheitsuntergrund verschmolzen mit dem Porträtbereich
  - Rückseite
- OVI optisch variable Tinte
- Offsetdruck von Sicherheitsuntergründen
- Transparentes Fenster (mit nicht übereinstimmenden Formen)
- Regenbogendruck
- Linienbreitenmodulation
- Numismatisches Druckdesign

### Chip
Neuere Personalausweise enthalten einen RFID-Chip, der den ICAO-Empfehlungen entspricht. Der Chip speichert die auf dem Ausweis angegebenen Informationen (wie Name oder Geburtsdatum), das Bild und die Fingerabdrücke des Inhabers. Darüber hinaus kann der neue Personalausweis für die Online-Authentifizierung, staatliche Transaktionen, digitale Zertifikate, den Zugang zu Online-Diensten usw. verwendet werden. Eine elektronische Signatur, die von einem privaten Unternehmen bereitgestellt wird, kann ebenfalls auf dem Chip gespeichert werden. Die Aufnahme der Fingerabdrücke ist obligatorisch, es gibt jedoch seltene Ausnahmen von dieser Regel, beispielsweise bei medizinischen Problemen. Die Fingerabdrücke werden in das Sistema Federal de Identificación Biométrica para la Seguridad (SIBIOS) (Kriminaldatenbank) hochgeladen.

## Probleme und Herausforderungen
Die Hauptprobleme der argentinischen Personalausweise sind hauptsächlich der Preis aufgrund der Inflation, und es wurde berichtet, dass er ziemlich hoch ist. Ausnahmen von den Zahlungen können für Personen gemacht werden, die ein "Certificado de Pobreza" haben. Es ist jedoch ein Internetzugang erforderlich, da das TAD (Trámites a distancia) verwendet wird.
Bei den Wahlen 2023 gab es einige Probleme mit alten Dokumenten, wie dem alten "DNI-Karte" (ausgestellt mit dem alten blauen Heftchen), auf dem stand "NO VÁLIDO PARA VOTAR" (Nicht gültig als Wahlnachweis). Dies war tatsächlich gültig. Dazu kamen auch Probleme mit dem Wählerverzeichnis.

## Old booklet
Frühere Personalausweise in Argentinien hatten die Form von Papierheftchen mit einem grünen Einband für Argentinier und einem bordeauxroten Einband für Ausländer, ähnlich wie moderne Reisepässe. Auf der Außenseite waren das Wappen der Argentinischen Republik sowie die Worte "Mercosur" "REPÚBLICA ARGENTINA" ("Argentinische Republik"), "DOCUMENTO NACIONAL DE IDENTIDAD", "REGISTRO NACIONAL DE LAS PERSONAS LEY 17.671" ("NATIONALES PERSONENREGISTER GESETZ 17.671") eingeprägt. Auf der Innenseite der Titelseite gab es Platz für Wahlnachweise und Adressänderungen. Sie hatten auch die Aufschriften "MENOR DE 16 AÑOS" (unter 16 Jahre) und "EXTRANJERO" (Ausländer).
Auf der Innenseite der Titelseite befindet sich ein Hinweis an den Inhaber:
La presentación del documento nacional de identidad, expedido por el Registro nacional de Personas, será obligatoria en todas las circunstancias comprendidas en esta Ley, sin que pueda ser suplido por ningún otro documento de identidad.

Art. 13 - Ley 17.671.

Todas las personas de existencia visible o sus representantes legales, comprendidas en la presente Ley, consulares o que se habiliten como tales, el "cambio de domicilio", dentro de los treinta días de haberse producido la novedad.

Art. 47 - Ley 17.671.

Was übersetzt bedeutet:

Die Vorlage des Personalausweises, ausgestellt vom Nationalen Personenregister, ist unter allen Umständen, die in diesem Gesetz vorgesehen sind, obligatorisch und kann durch kein anderes Ausweisdokument ersetzt werden.

Art. 13 - Gesetz 17.671.

Alle Personen sichtbarer Existenz oder deren gesetzliche Vertreter, die unter dieses Gesetz fallen, konsularische oder solche, die sich als solche befähigen, müssen eine "Adressänderung" innerhalb von dreißig Tagen nach Eintritt der Änderung melden.

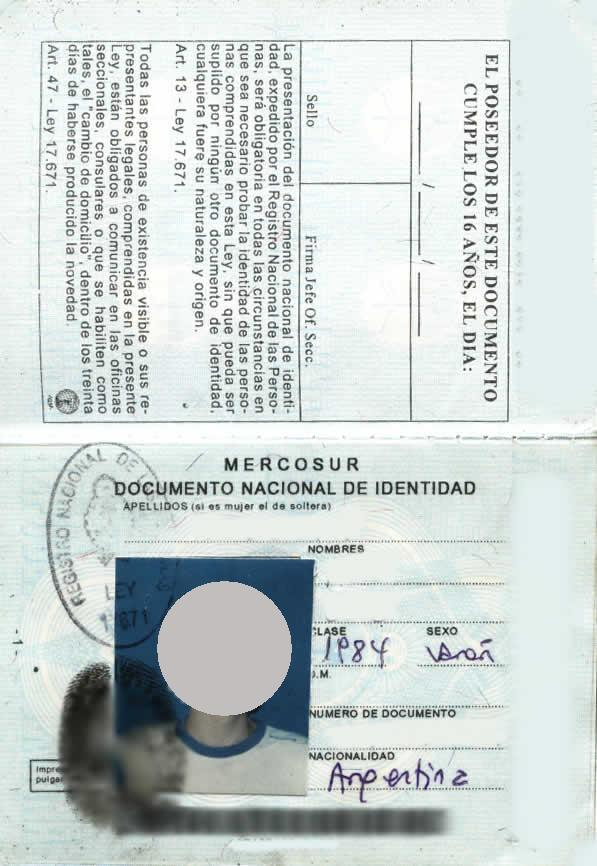
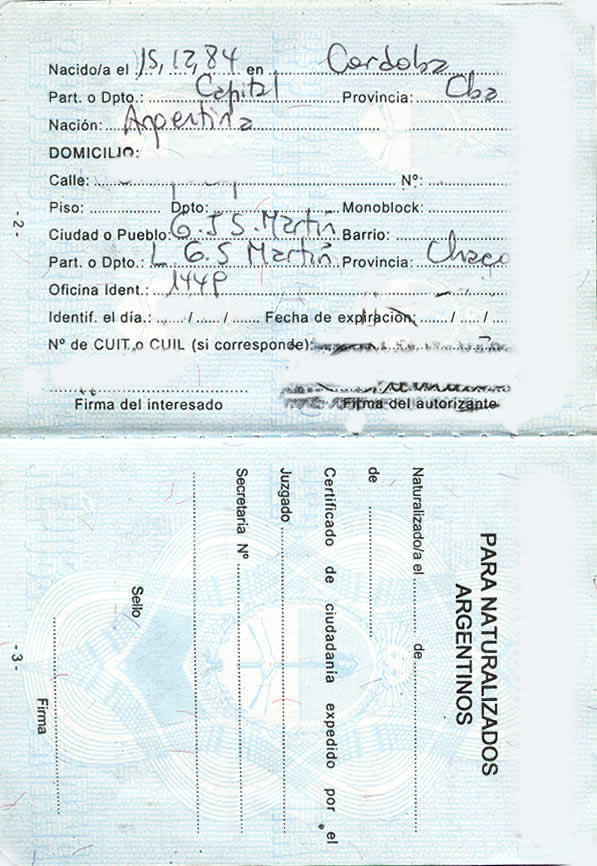
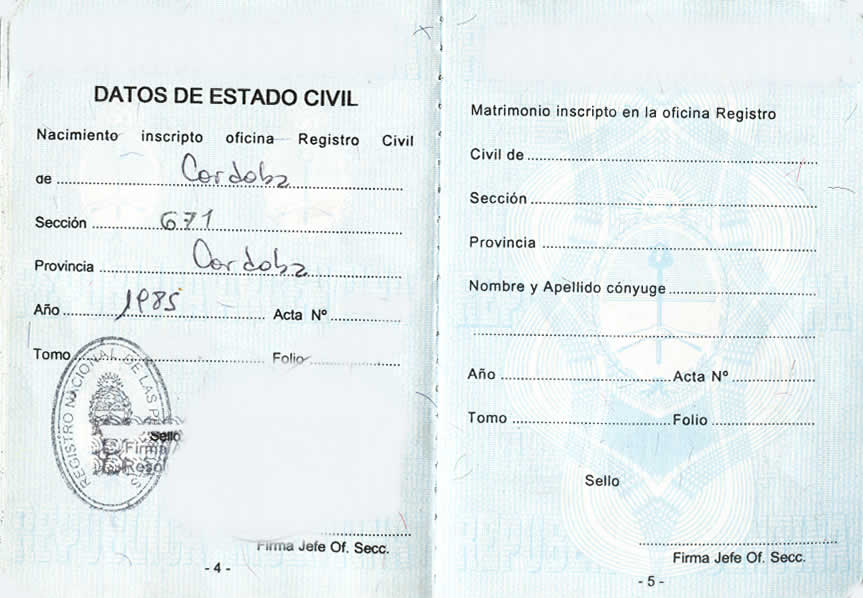
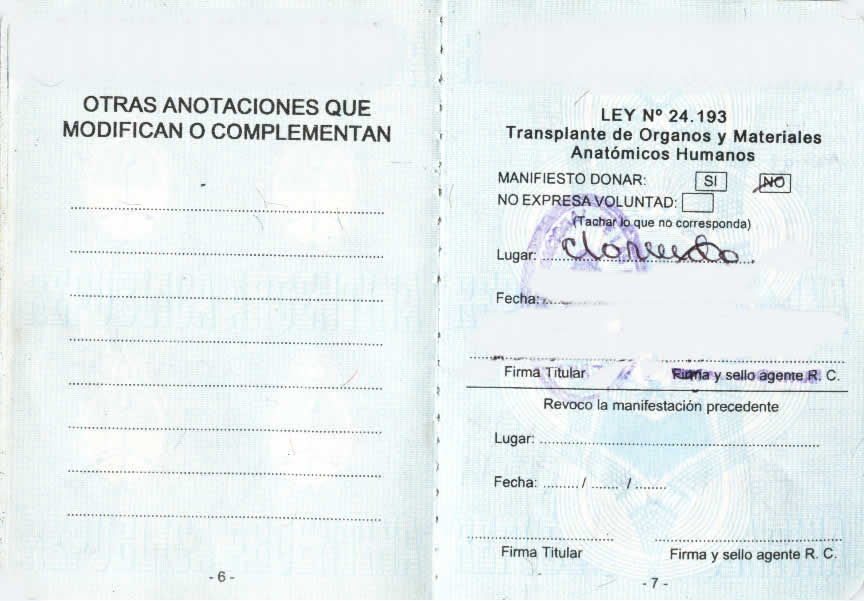
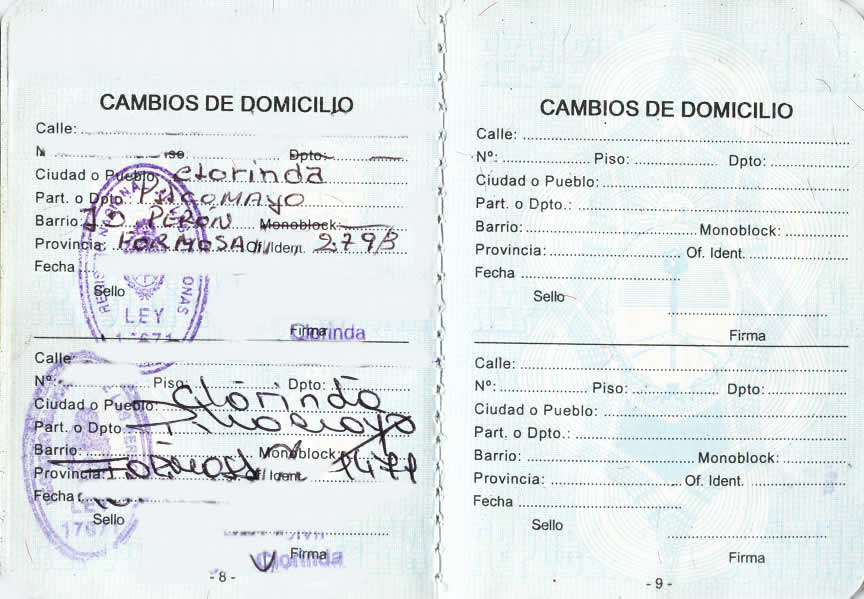
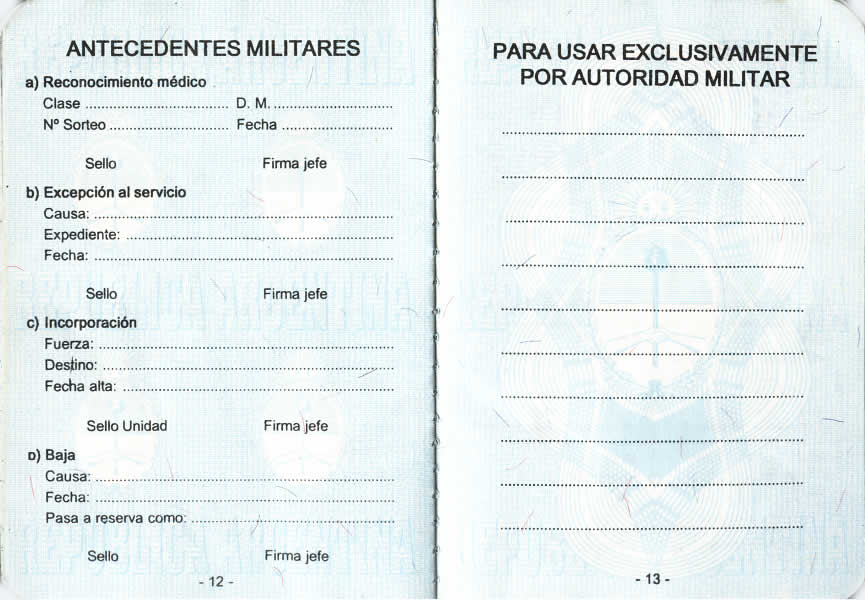
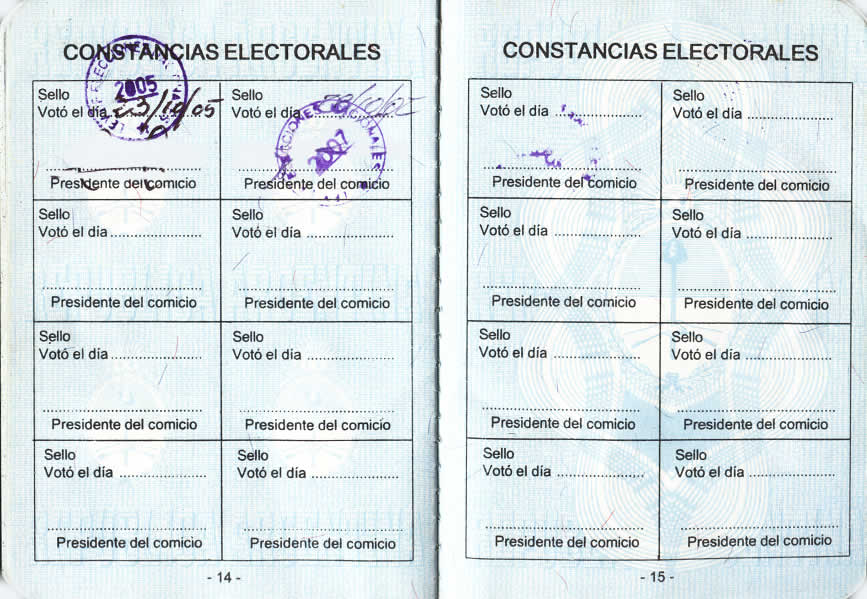

Art. 47 - Gesetz 17.671.

### Digital booklet
Bis 2009 wurde der argentinische Personalausweis in ein neues blaues Heft umgewandelt, das aus Kunststoff besteht und neue Merkmale enthält.
Die meisten Teile wurden "digitalisiert" und neue Sicherheitsmerkmale eingeführt, um Fälschungen zu verhindern. Einige Teile behielten jedoch einen "handgeschriebenen" Stil bei.
Eine neue "Karten"-Version wurde ebenfalls für Argentinier und Nichtbürger, die im Land wohnhaft sind und mindestens 16 Jahre alt sind, herausgegeben.

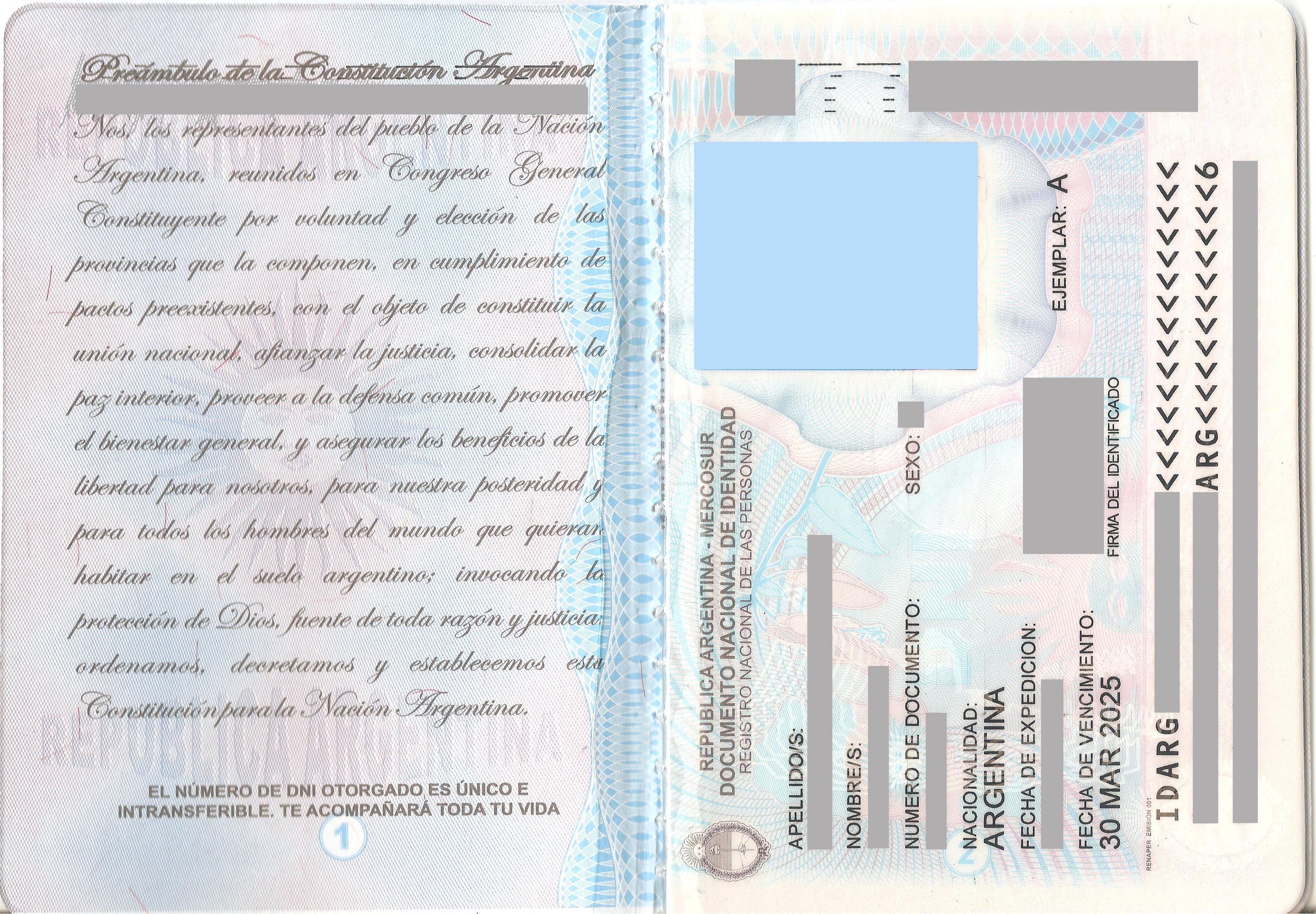
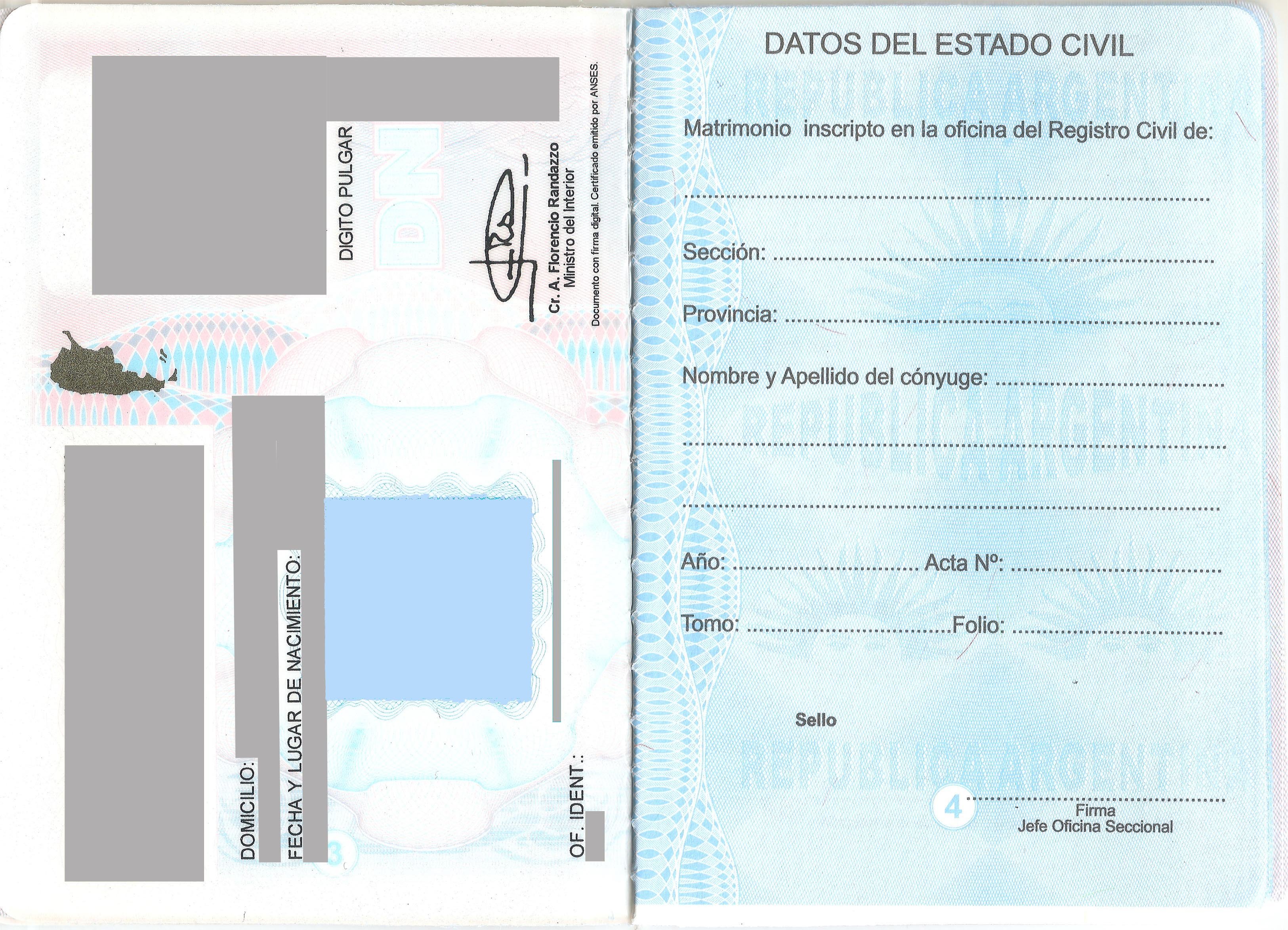
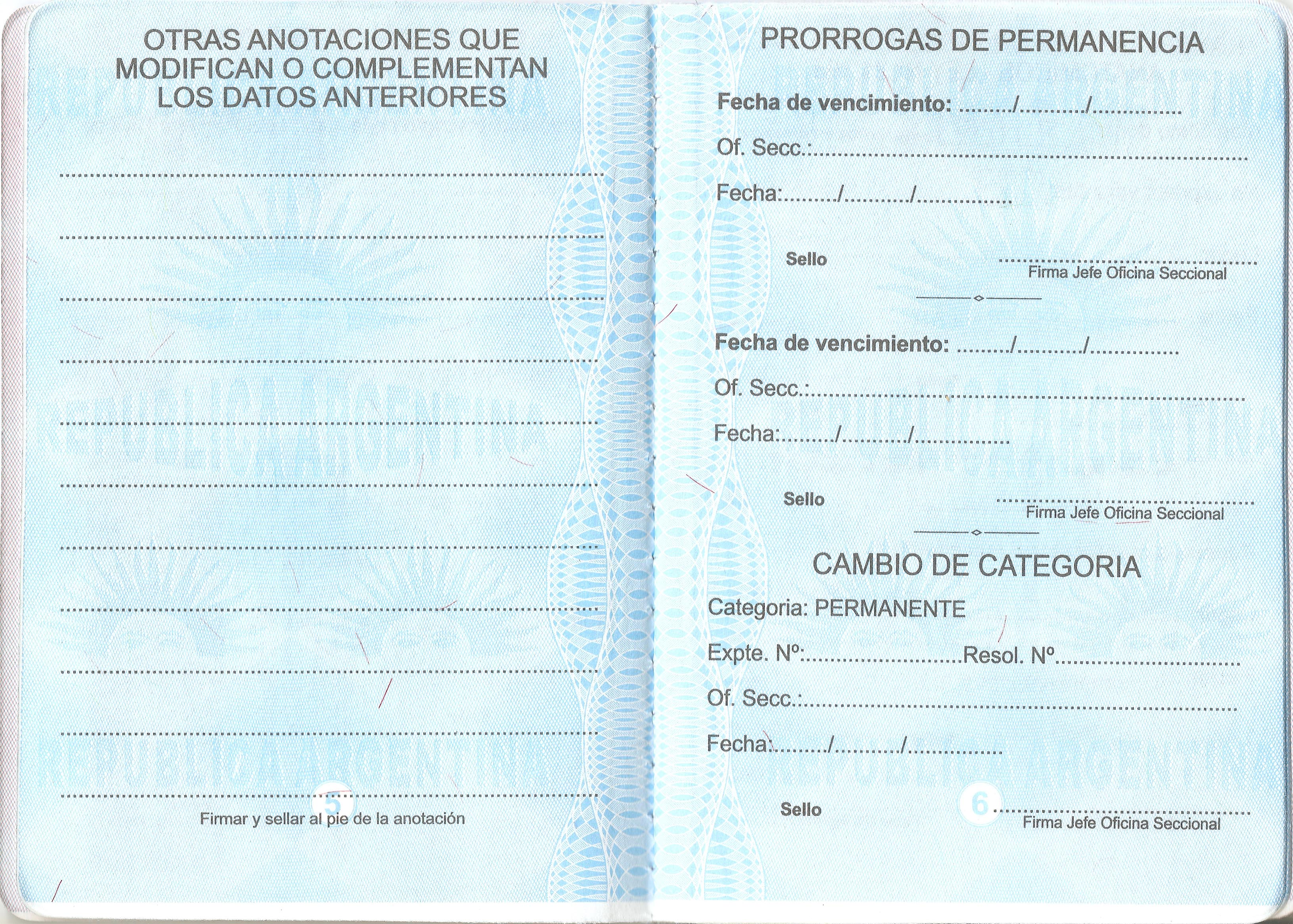
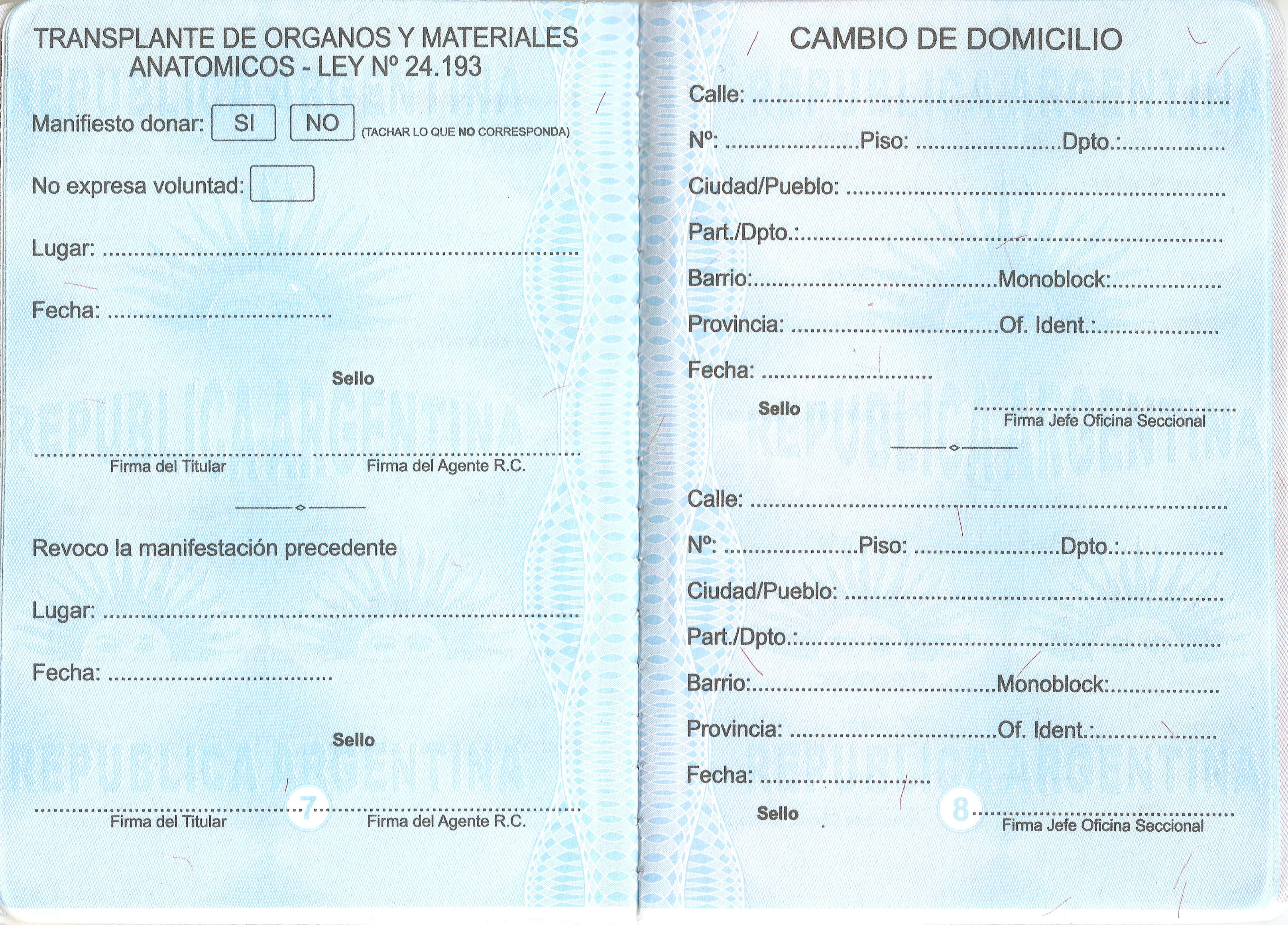
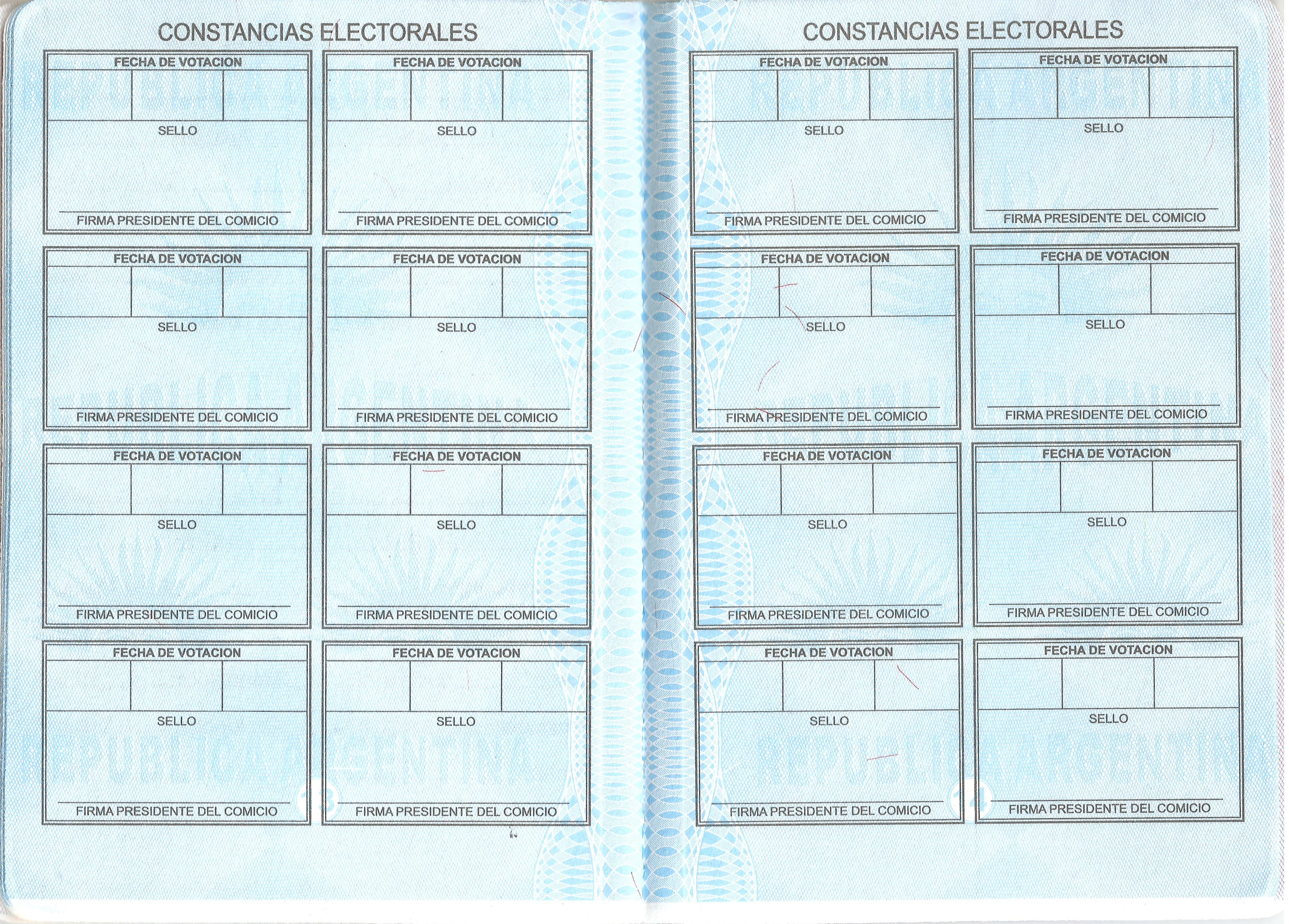

## Galerie

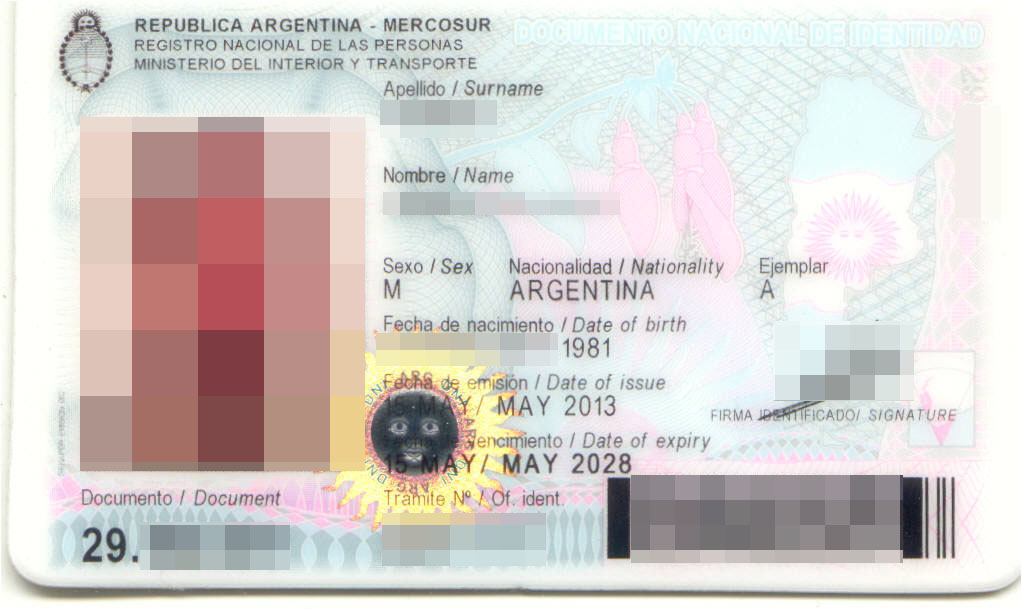
Vorderseite der vorherigen Version der DNI-Karte, ausgestellt 2012–2020
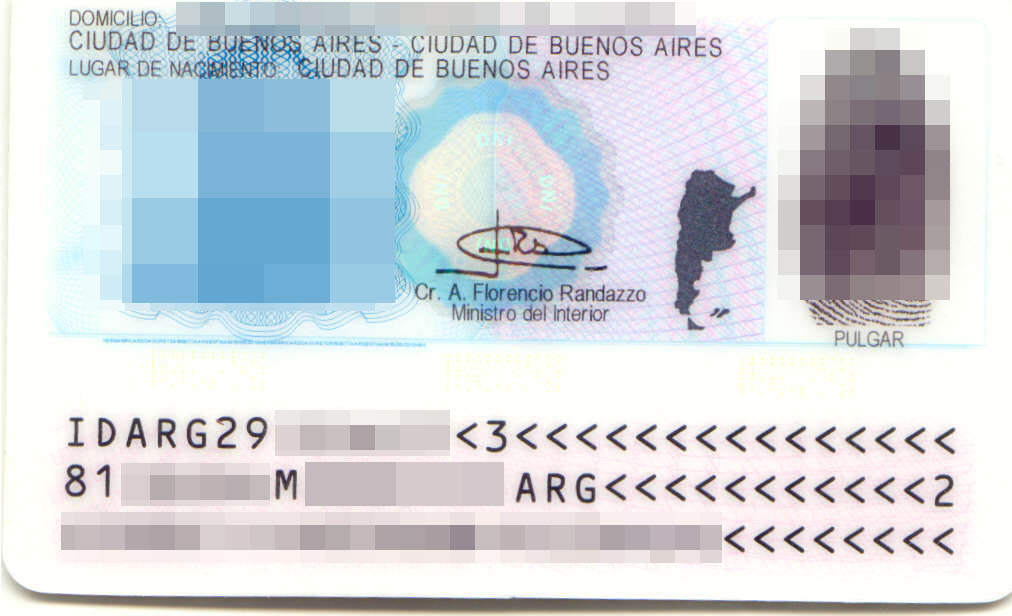
Rückseite der vorherigen Version der DNI-Karte, ausgestellt 2012–2020
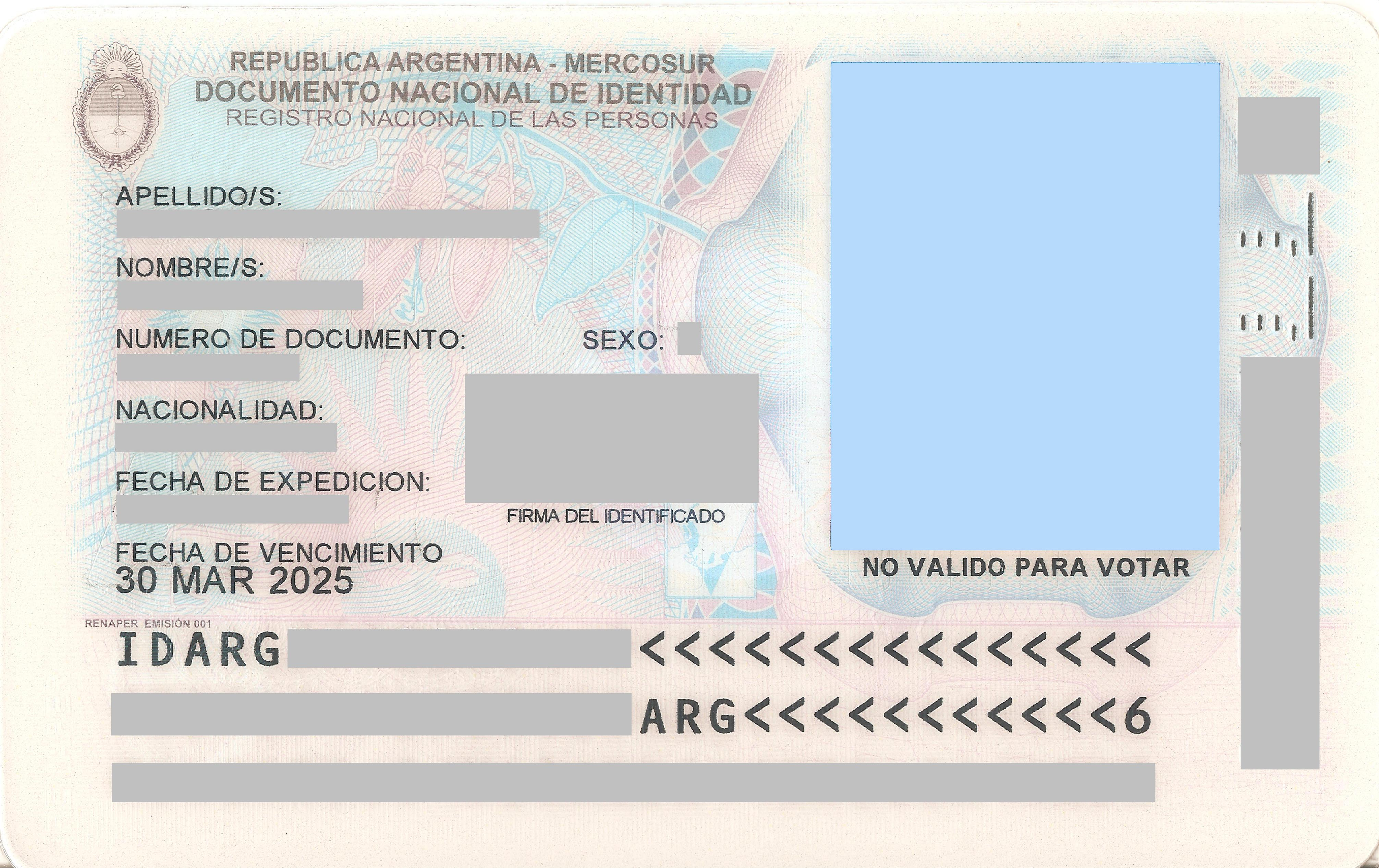
Vorderseite der vorherigen Version der DNI-Karte, ausgestellt 2009–2012
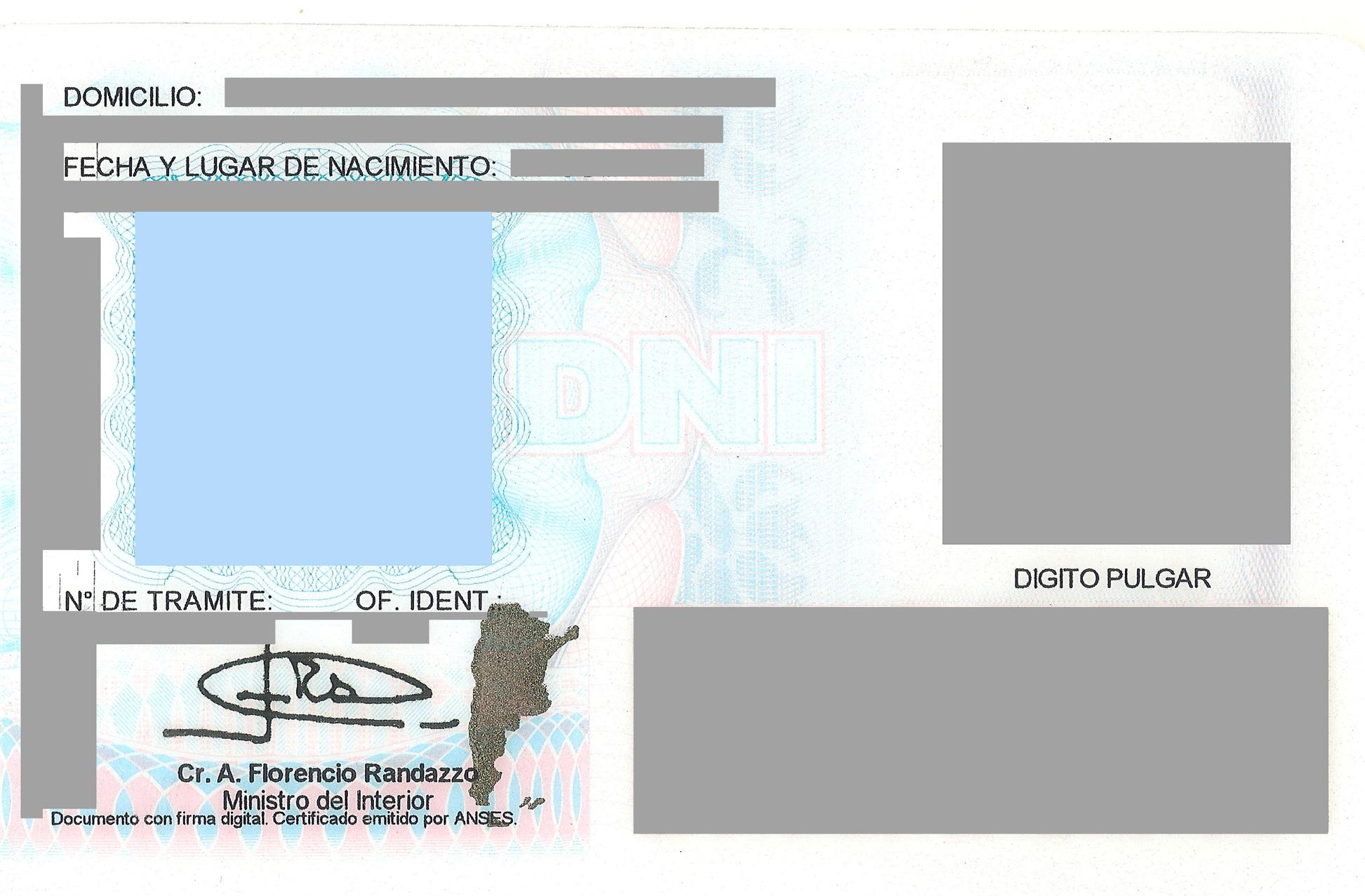
Rückseite der ältesten Version der DNI-Karte, ausgestellt 2009–2012
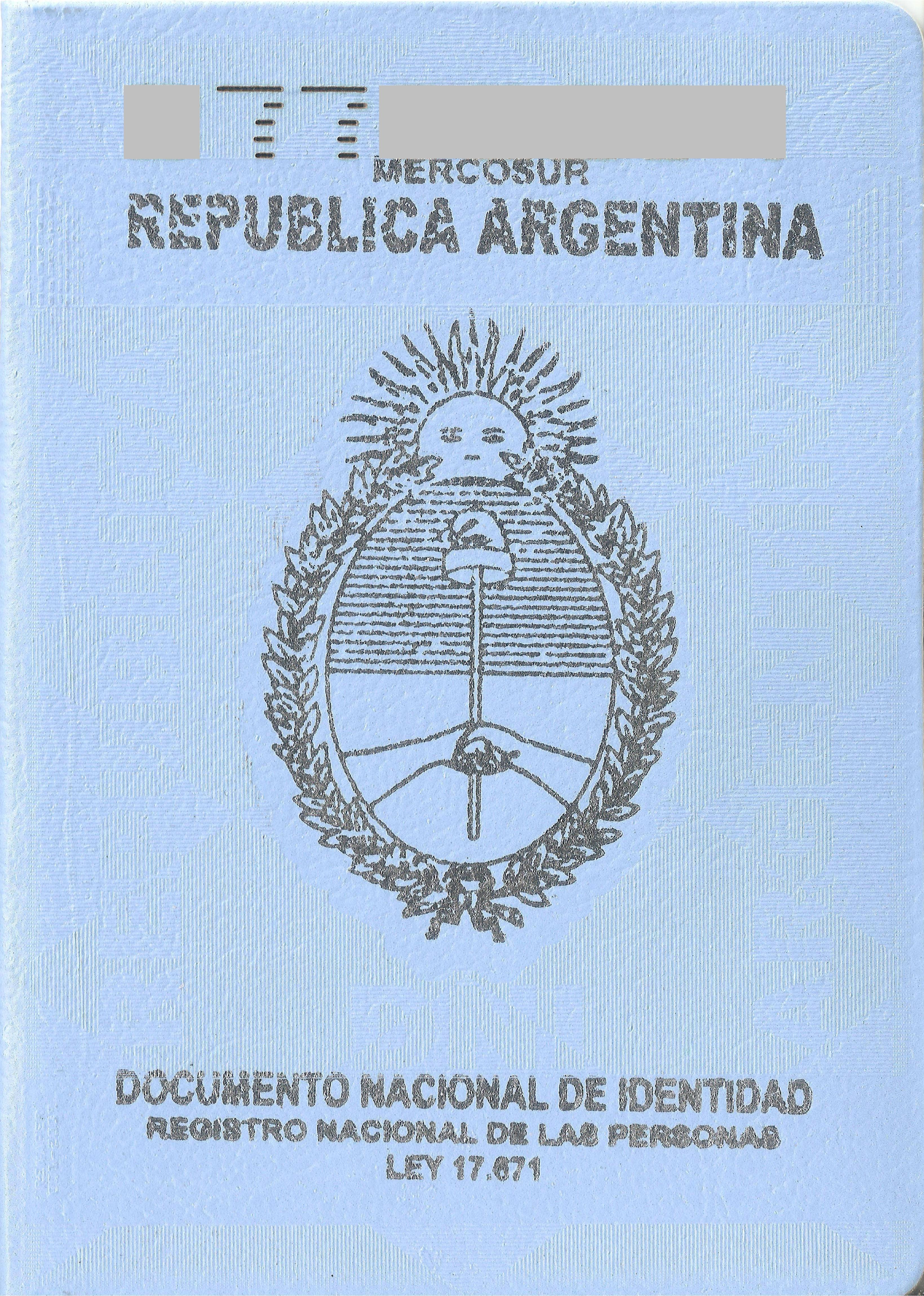
Blaues DNI-Heftchen, ausgestellt 2009–2012
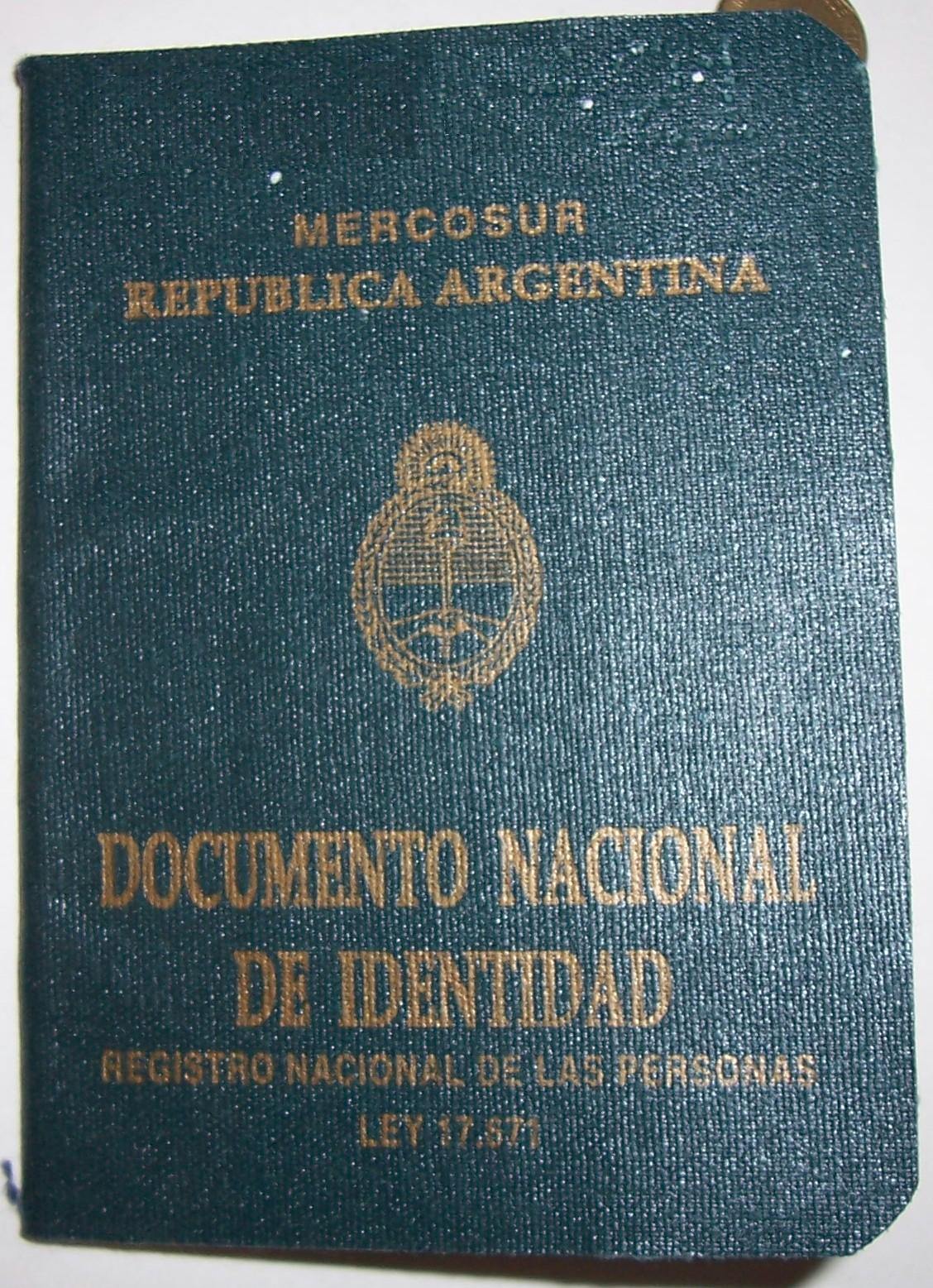
Vorherige grüne libreta-Version des DNI, ausgestellt 1968–2009, bis die neuen DNI-Karten ausgegeben wurden
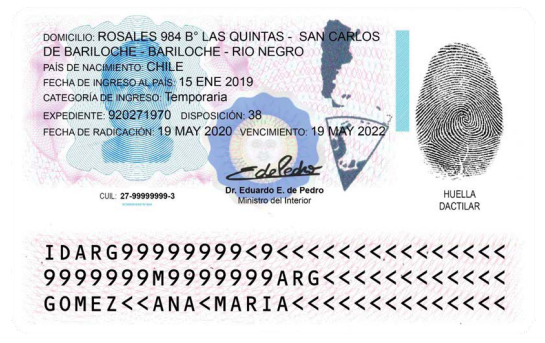
Vor-biometrischer DNI für temporäre Ausländer.
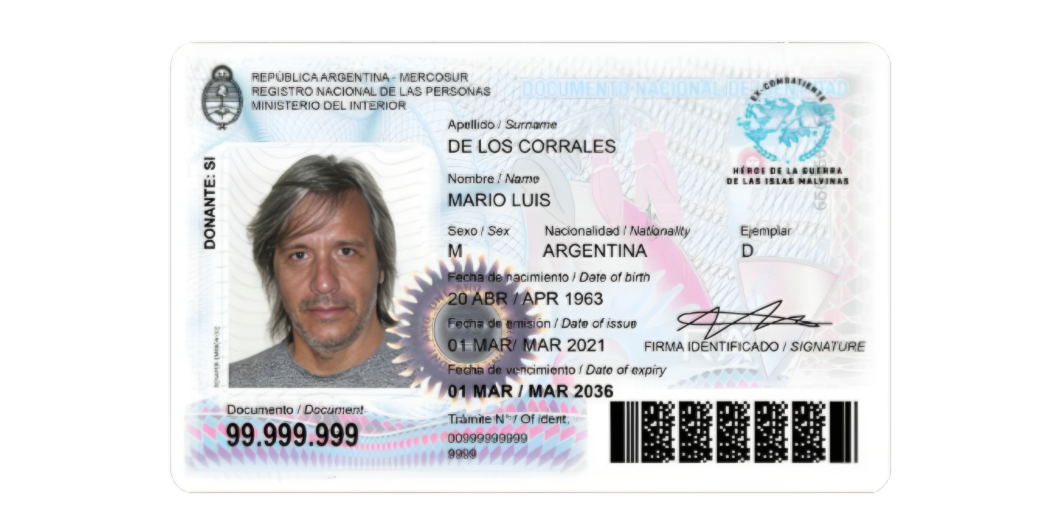
Seit 2023 ausgestellter DNI für Falkland-Inseln-Veteranen (ausgestellt bis Dezember 2023)
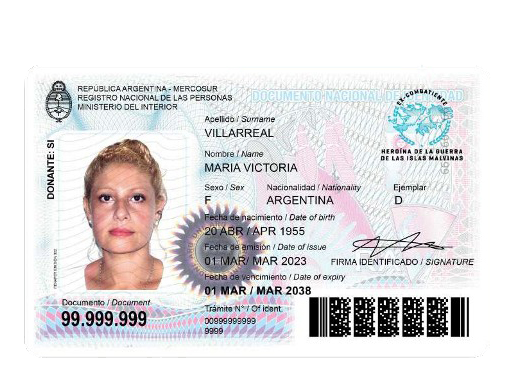
Der argentinische DNI (Documento nacional de identidad) mit Falkland-Inseln-Emblem, ausgestellt an weibliche Veteranen (ausgestellt bis 2023).
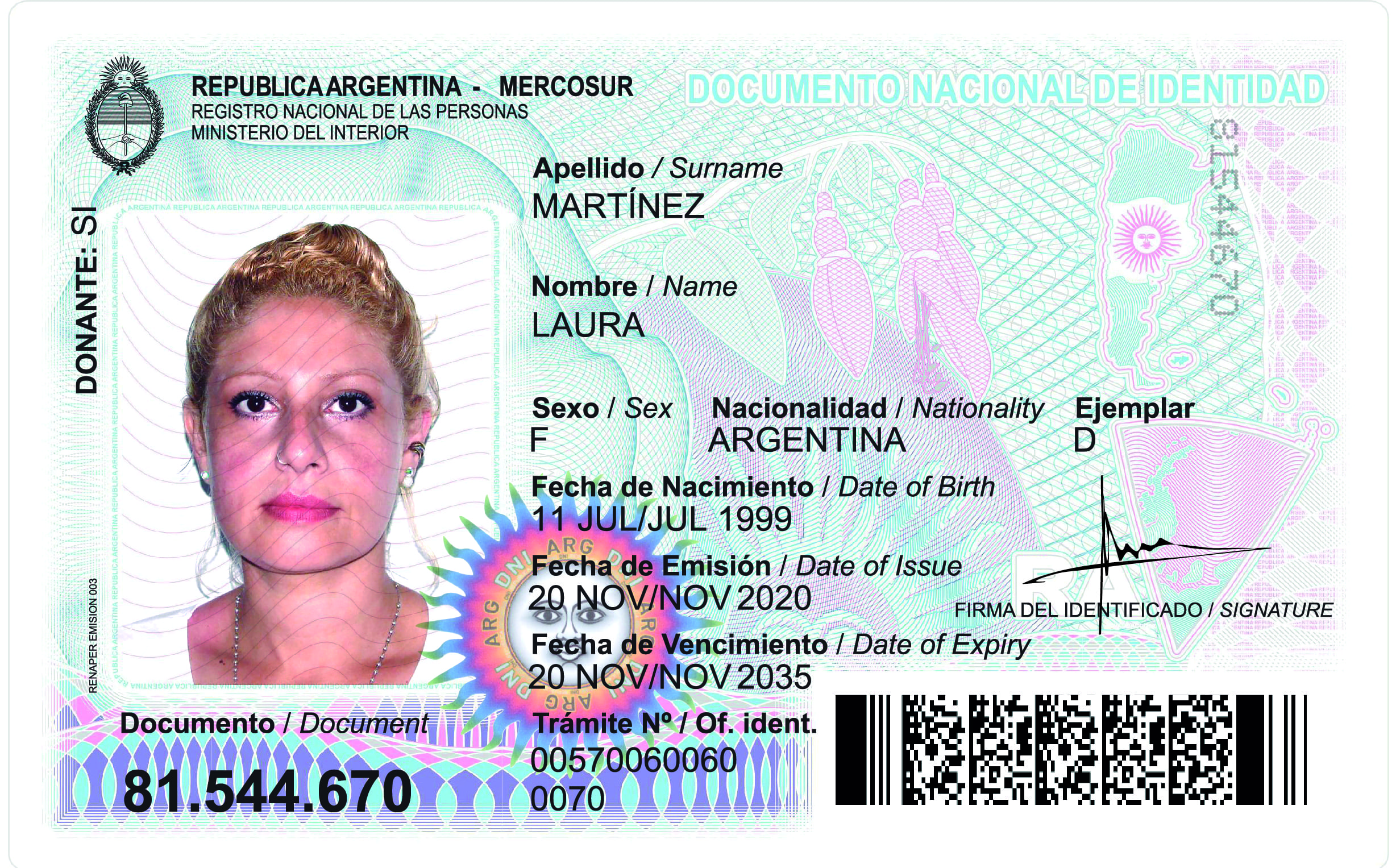
Vor-biometrischer argentinischer DNI, der die argentinische Antarktis auf der Karte zeigte.
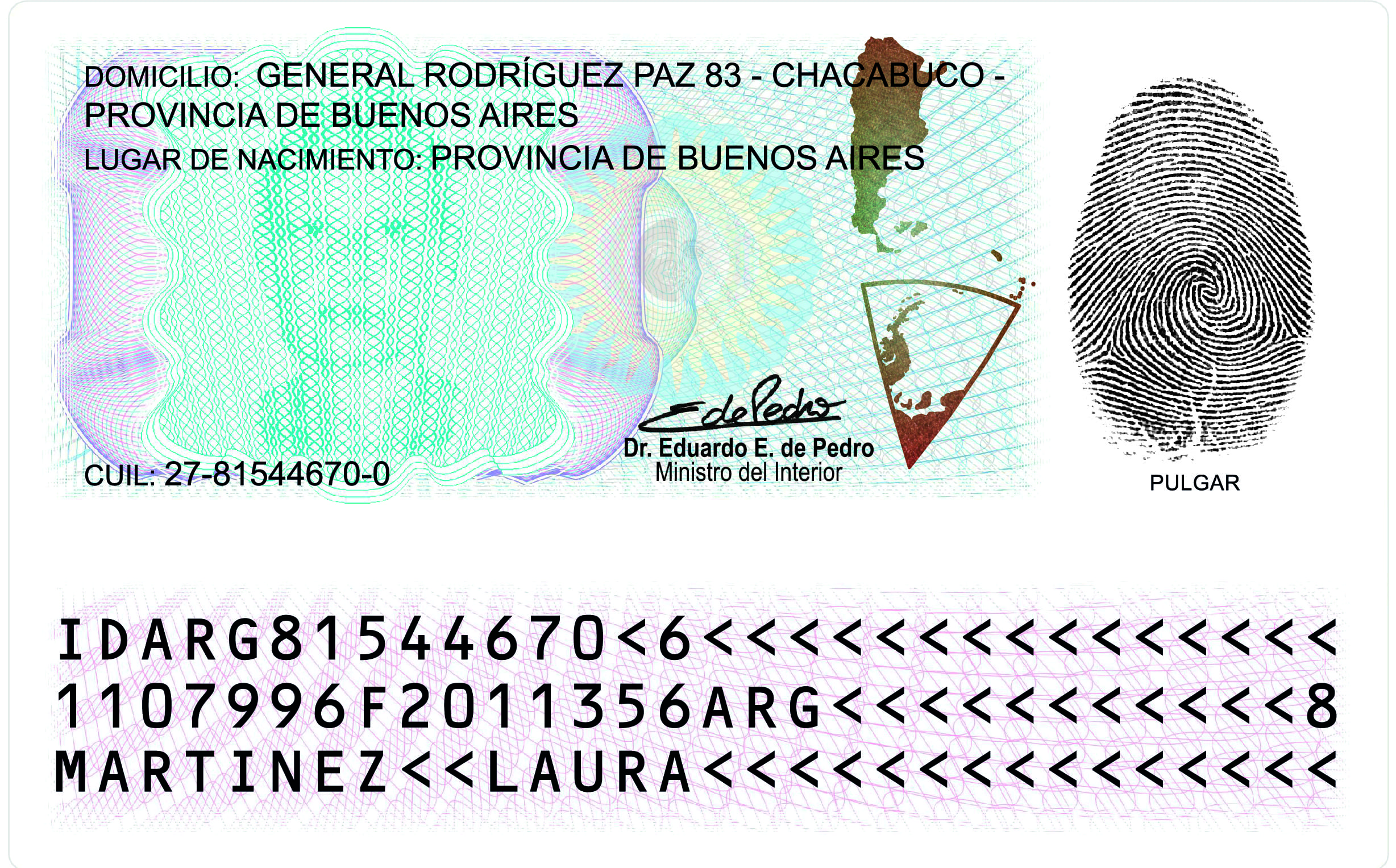
Rückseite des vor-biometrischen argentinischen DNI, der die argentinische Antarktis auf der Karte zeigte.
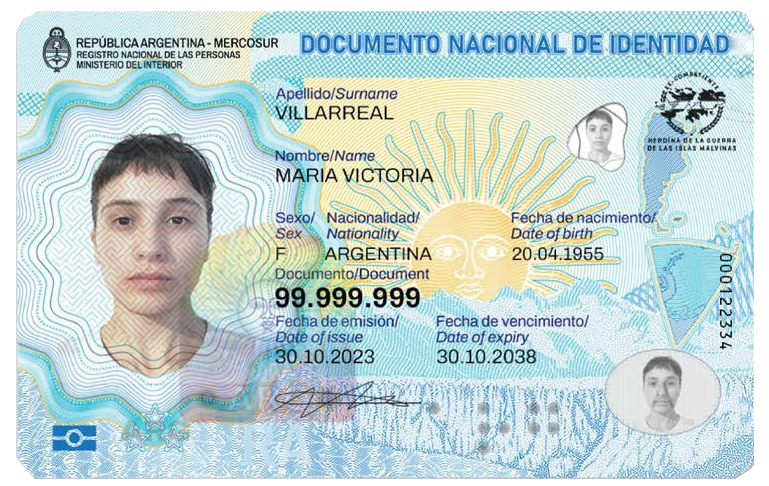
Biometrischer argentinischer DNI für Falkland-Inseln-Veteranen, seit Dezember 2023.
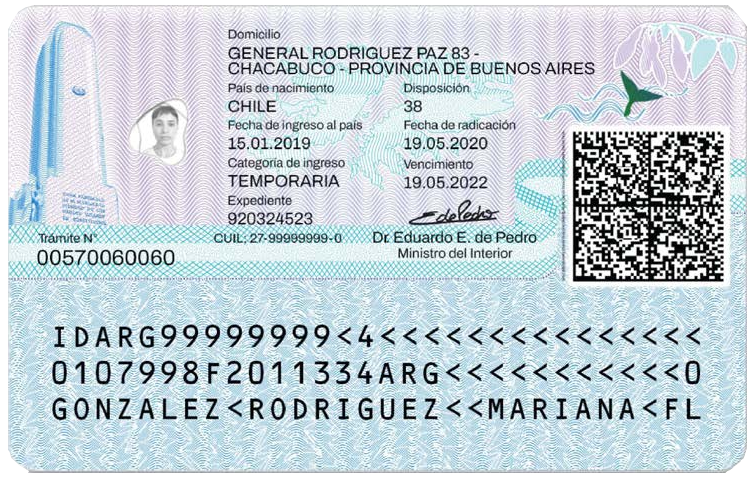
Muster des argentinischen DNI für temporäre Bürger (Rückseite).
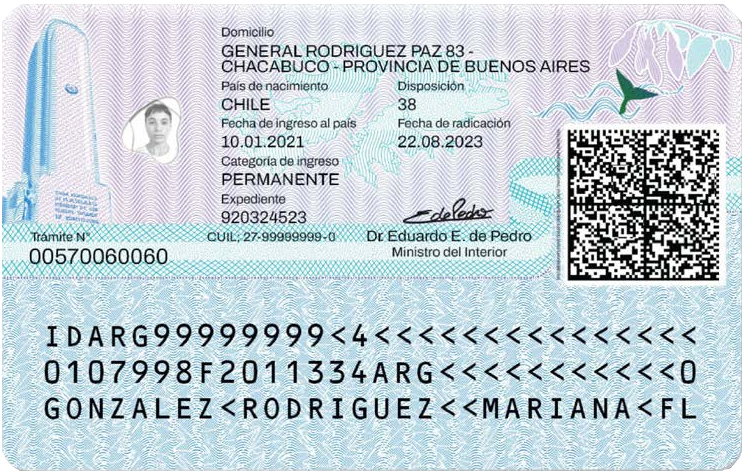
Muster des argentinischen DNI für permanente Bürger (Rückseite).
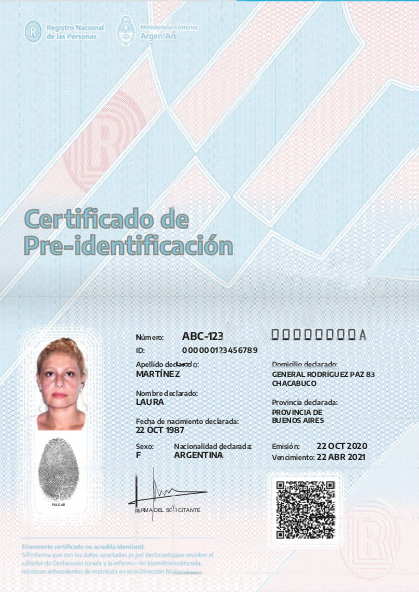
Beispiel des „Pre-Identifikationszertifikats“, eines Dokuments, das für im Land geborene Personen verwendet wird, die die reguläre Identitätskarte nicht erhalten können (vorübergehende Gültigkeit).